# Thora Hird
Dama Thora Hird DBE (Morecambe; 28 de mayo de 1911-Londres; 15 de marzo de 2003) fue una actriz británica.

## Biografía
Hird nació en la ciudad costera de Morecambe, Inglaterra. Su primer contacto con el ambiente teatral llegó cuando ella tenía dos meses de edad y apareció en una obra que dirigía su padre. El ámbito familiar era en gran modo teatral: su madre, Marie Mayor, había sido actriz, y su padre dirigía diversos espectáculos en Morecambe, incluyendo el Teatro Royalty donde ella hizo su primera actuación, y el Central Pier. Thora a menudo describía a su padre como su crítico más rígido, y atribuía gran parte de su talento como actriz a la guía paterna. 
Inicialmente trabajó con regularidad en el cine, en filmes como el de propaganda bélica Went the Day Well? (1942). Trabajó junto al humorista británico Will Hay, y participó en The Entertainer (1960), protagonizada por Laurence Olivier, y en A Kind of Loving (1962), con Alan Bates. 
Thora Hird consiguió su mayor fama trabajando en las comedias televisivas, destacando entre ellas las sitcoms Meet the Wife (1963-66), In Loving Memory (1979-86), Hallelujah 1983-1984) y, durante casi dos décadas, Last of the Summer Wine (1986-2003). Sin embargo, hizo muy diversos papeles, incluyendo el de la nodriza en Romeo y Julieta, y ganó varios premios BAFTA a la mejor actriz por sus papeles en dos de los monólogos de Alan Bennett Talking Heads. 
Hird también fue Mrs Speck, el ama de llaves del Alcalde de Gloucester en The Tailor of Gloucester (1989). También fue la madre de Deric Longden en Wide Eyed and Legless y Lost for Words, interpretación por la cual recibió el BAFTA a la mejor actriz.
Hird fue una cristiana comprometida, presentando el programa religioso Praise Be!, un spin-off de Songs of Praise en la BBC. Su trabajo para instituciones de caridad y para televisión, a pesar de su avanzada edad y su mala salud, la convirtieron en una institución.
Fue nombrada oficial de la Orden del Imperio Británico (OBE) en 1983, y en 1993 dama comendadora de la misma orden. Además recibió un doctorado en letras honorario por la Universidad de Lancaster en 1989.
En diciembre de 1998, ya en silla de ruedas, Dame Thora hizo un breve pero enérgico cameo como la madre de Dolly en Dinnerladies.
Thora Hird falleció en 2003 a Twickenham en Londres, tras sufrir un ictus. Tenía 91 años de edad. Sus restos fueron incinerados.
Hird fue la madre de la actriz Janette Scott.  

## Papeles televisivos
| Año         | Título                  | Papel                |
| ----------- | ----------------------- | -------------------- |
| 1963 a 1966 | Meet the Wife           | Thora Blacklock      |
| 1968 a 1969 | The First Lady          | Sarah Danby          |
| 1969 a 1970 | Ours Is A Nice House    | Thora Parker         |
| 1979 a 1986 | In Loving Memory        | Ivy Unsworth         |
| 1981 a 1984 | Hallelujah!             | Capitán Emily Ridley |
| 1998        | dinnerladies            | Enid                 |
| 1986 a 2003 | Last of the Summer Wine | Edie Pegden          |

## Filmografía seleccionada
- Maytime in Mayfair (1949
- Over the Odds (1961)